# پیر موله‌له
پیر موله‌له (انگلیسی: Pierre Mulele؛ ۱۴ اوت ۱۹۲۹ – ۳ اکتبر ۱۹۶۸) سیاستمدار اهل جمهوری دموکراتیک کنگو بود. موله‌له همچنین وزیر آموزش در کابینه لومومبا بوده‌است. با ترور لومومبا در ژانویه ۱۹۶۱ و دستگیری معاون شناخته‌شده او گیزنگا موله‌له مصمم به ادامه مبارزه بود. او به عنوان نماینده کمیته آزادی ملی کنگو به قاهره، مصر رفت. او از قاهره در سال ۱۹۶۳ برای دریافت آموزش نظامی به چین رفت و همچنین توجه گروهی از جوانان کنگویی را با او، که در تاکتیک‌های چریکی آموزش‌دیده بودند، به دست آورد.